# 周宣王
周宣王（約前862年—前782年），姬姓，名靜，一作靖。西周第十一代天子，周厉王之子，在位46年。
周宣王继位后，政治上任用召穆公、尹吉甫、仲山甫、程伯休父、虢文公、申伯、韩侯、显父、仍叔、张仲一帮贤臣辅佐朝政；军事上借助诸侯之力，任用南仲、召穆公、尹吉甫、方叔陆续讨伐猃狁、西戎、淮夷、徐国和楚国，使西周的国力得到短暂恢复，史称“宣王中兴”。但周宣王晚年对外用兵接连受挫，尤其在千亩之战大败于姜戎，南国（今长江与汉江之间的地区）之师全军覆没，加之独断专行、不进忠言、滥杀大臣，宣王中兴遂成昙花一现，也为西周在周幽王时期的灭亡埋下了伏笔。

## 生平

### 继位
周宣王为周厉王之子。周厉王在位时，因连年对外征战，造成国内消耗巨大、国库空虚。周厉王于是任命荣夷公为卿士，实行专利政策，将山林湖泽改由天子直接控制，不准国人进入谋生。国人对此议论纷纷，厉王又命卫巫监谤，禁止国人谈论国事，违者杀戮，周厉王的高压政策最终引发国人暴动。
前841年，因不满周厉王的暴政，镐京（今陕西省西安市长安区斗门街道以北）的国人集结起来，手持武器围攻王宫，要杀周厉王。周厉王逃离镐京，沿渭水一直逃到彘（今山西省霍州市）才停下。国人攻进王宫，没有找到周厉王，转而寻找太子静。召穆公将太子藏了起来，国人围住召穆公家，要召穆公交出太子，召穆公被迫用自己的儿子冒充太子，国人杀召穆公之子，太子得以幸免遇难。
国人平息怒气离去后，宗周无主，诸侯推举共伯和代行天子职务，史称共和行政。前828年，周厉王死于彘，共伯和、召穆公、周定公以及诸侯拥立太子静继位，即周宣王。

### 宣王中兴
周宣王继位时，历经周厉王统治下的西周王朝吏治败坏、百姓离散，周宣王于是下令修复公室、广进谏言、安顿百姓、修缮武器；兴畋狩礼乐，法文、武、成、康之遗风，并及时任用召穆公、尹吉甫、仲山甫、程伯休父、虢文公、申伯、韩侯、显父、仍叔、张仲一帮贤臣辅佐朝政，陆续发动对周边部族的战争，使衰落的周王室权威得到恢复，诸侯又重新朝见天子，四夷咸服，史称“宣王中兴”。

#### 征伐猃狁

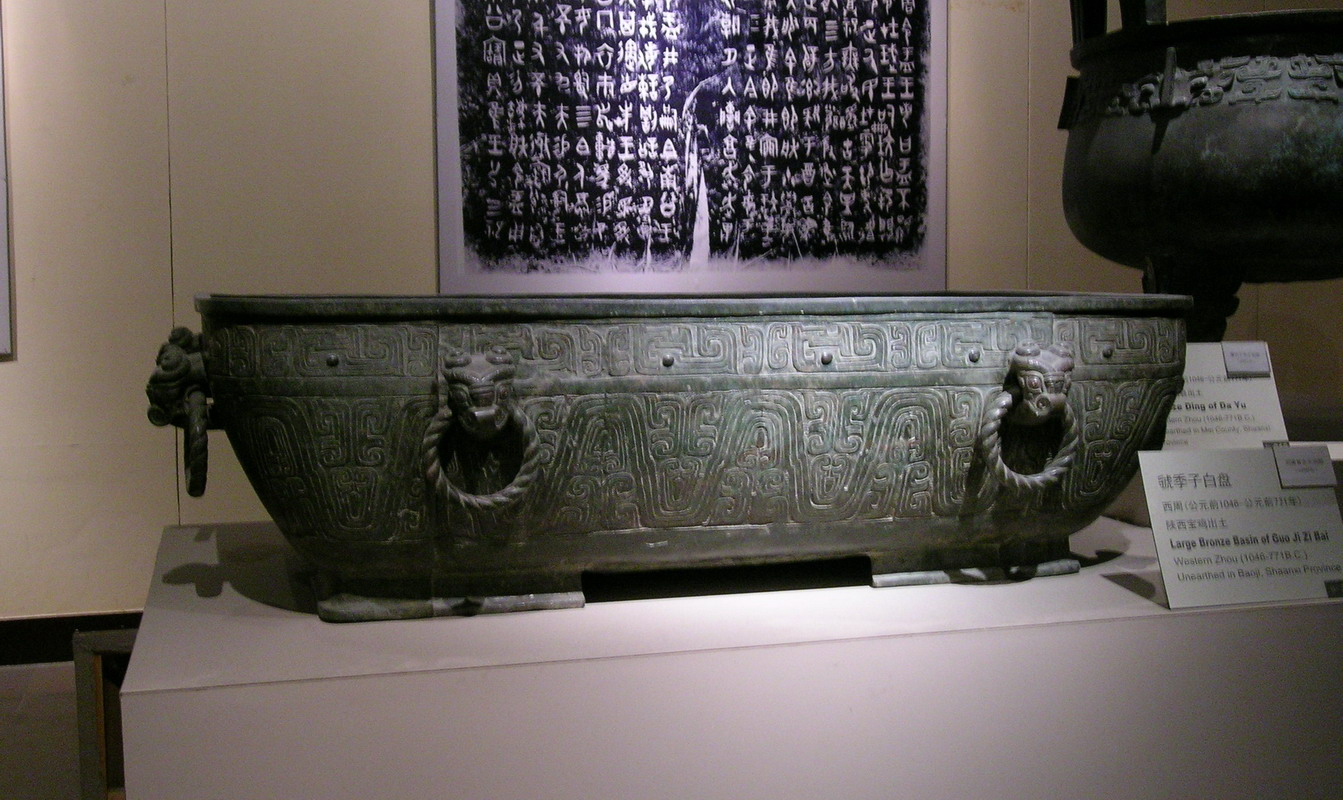
虢季子白盘，周宣王时期青铜器，一说为周夷王时期，现藏于中国国家博物馆

猃狁是位于中国北方和西北方的部族，在周厉王时期就曾出动部队劫掠镐京周围的财物及人口，被大臣武公派多友击退。前823年，猃狁再次进攻西周，主力部队集中于焦获（今陕西省泾阳县西北），前锋部队抵达泾阳（今陕西省泾阳县境内），直接威胁到镐京和旁京的安全，周宣王命尹吉甫率军反攻。尹吉甫以元戎十乘为先头部队，日行三十里在彭衙（今陕西省白水县东北）击败猃狁，继而追击至太原（今甘肃省平凉市附近）。周宣王又派南仲率兵至朔方（北方边境地区）筑城设防，缓解了猃狁的威胁。前816年，周宣王派虢季子白率军攻打猃狁，在洛水北岸大败猃狁，斩首500人，俘获50人。虢季子白在班师回朝举行献俘礼时，又命属下不其率兵追击败退至洛水的猃狁，取得胜利。此战过后西周解除了猃狁之患，周宣王在太庙为虢季子白举行了隆重的庆典来表彰他的功绩，赏赐他马匹、弓箭、彤矢和斧钺并赐予其征讨蛮夷的权力。

#### 征讨西戎
西戎是对中国古代西部部族的统称，长期威胁西周王朝的西部边境。周宣王在位时，多次命诸侯征讨西戎。前824年，周宣王任命秦仲为大夫，命其带兵征讨西戎。前822年，秦仲战败身亡，周宣王召见秦仲之子秦庄公兄弟五人，给他们7000兵卒，命令其讨伐西戎。秦庄公击败西戎，周宣王封秦庄公为西垂（又称西犬丘，今甘肃省礼县境内）大夫，加封大骆西犬丘的土地。
此外，晋国也多次奉命征讨西戎。前805年，晋穆侯率军攻打条戎（今山西省夏县西南）。前802年，在千亩（今山西省介休市南）战胜当地的戎族。前790年，又在汾水、隰水击败北戎。

#### 宣王东征
淮夷是淮河、汉江一带的东夷部族，又称南淮夷、淮南夷或南夷，自周穆王时期开始强盛，多次入侵伊水、洛水流域。周厉王时期，曾为西周南方屏障的鄂国国君鄂侯驭方联合淮夷、东夷大举进攻西周，深入周朝腹地。周厉王调集西六师和殷八师派虢公长父征讨，未能取胜。多亏大臣武公派属下禹调动兵车百辆、甲士200、徒兵千人参与作战，最终击退联军，俘获鄂侯，灭亡鄂国。周厉王随后又与虢公长父亲自率兵征讨淮夷至角（今江苏省淮阴市南）、津（今江苏省宝应县南）、桐（今安徽省桐城市北）、遹（今安徽省霍邱县西南），终于平定了这次叛乱。战后淮夷震慑于周朝的武力，稍加臣服。前823年，周宣王命尹吉甫向淮夷征收布帛、财宝、粮食及力役，并且颁布法令，规定淮夷在经商时，不得扰乱当地的治安和市场秩序。后因淮夷停止纳贡以及再次反叛，周宣王命召穆公率军征讨。据《师寰簋铭文》记载，此战师寰作为随军将领统帅齐、杞、莱等国军队，消灭了淮夷的冉、翼、铃、达四位首领，获得俘虏、牲畜及财物，取得战功。此战过后，淮夷彻底臣服于西周。
徐国在西周时期是东夷的强国，后在周朝的连续打击下，徐国的一些部族南迁至淮水流域，逐渐发展成淮夷中最强的一支力量。周宣王在位时，命卿士南仲和太师皇父在太祖庙整顿周六師，然后亲率大军与太师皇父、司马程伯休父前往征讨。大军沿淮水东行，经过激烈战斗，周军击败徐国。徐国臣服后，四周各方国、部族皆臣服于周。前810年，南仲派驹父、高父前往淮夷，各方国、部族都奉命迎接来使，进献财物。

#### 讨伐楚国
楚国又称荆蛮，虽然被周天子封为子爵，但楚国极少承担周王室的职贡义务，加之周天子抑制楚国发展的政策、对于楚国国君的歧视以及楚国君主僭越称王，因而楚国屡次招致周王室的讨伐。周宣王时期以元老重臣方叔为将，率兵车3000进攻楚国，大获全胜。据推算，周宣王此次伐楚动用军队多达36000人。晋穆侯墓所出土的楚公逆编钟，应在此战作为战利品被周宣王获得后转赠与晋穆侯。经过以上一系列战争，西周的疆域以及国家声望得到大幅扩大。

#### 分封诸侯
周宣王时期延续了西周的分封政策，楚国降服后，周宣王命召穆公在谢（今河南省南阳市）建造住宅、宫室、宗庙及都邑，开辟土田，命傅御将王舅申伯的亲属、家臣和私属迁居于此。周宣王还亲自前往郿（今陕西省眉县东北）为申伯践行，赐予他车马及玉圭，建立申国，作为镇抚南方的军事重镇。吕国也在同时被周宣王改封于申国以西。周宣王还封韩侯于韩城（今山西省河津市至万荣县万泉乡一带），建立韩国，作为镇抚北方的军事重镇。前806年，周宣王封弟弟友于郑（今陕西省华县东），建立郑国。此外，周宣王还封仲山甫于樊（今陕西省西安市长安区东南），建立樊国。封其子长父于杨（今山西省洪洞县东南），建立杨国。

#### 其他措施
除军事上取得一系列成就之外，周宣王在政治上也采取了一些措施来恢复天子权威。周宣王在位时下令修建宫殿，命仲山甫前往齐国筑城，加强东方边境的防御。周宣王还效仿先祖兴畋狩之礼，在东都雒邑（今河南省洛阳市王城公园附近）会见诸侯。

### 王道衰落
周宣王的一系列对外用兵，使周王朝一度呈现“四方既平，王国庶定”的局面。但因连年征战消耗国力，加剧了西周王朝的社会危机，加上周宣王晚年独断专行、不进忠言、滥杀大臣，宣王中兴遂成昙花一现。

#### 干涉鲁政
前817年春，鲁武公和长子括、少子戏入朝觐见周宣王。周宣王喜欢戏，想立他为鲁国太子。仲山甫以废长立幼不合旧制劝谏周宣王，周宣王不听，执意立戏为鲁国太子。同年夏，鲁武公朝见周宣王，回国后即去世，戏继位，即鲁懿公。前807年，括的儿子伯御联合鲁国国人攻杀鲁懿公，伯御被国人推举为鲁君。前796年，周宣王率军讨伐鲁国，杀死伯御，并采纳仲山甫的建议，立鲁懿公的弟弟公子称为鲁国君主，即鲁孝公。经过此次事件周天子声望大减，诸侯多有违抗王命之举。

#### 滥殺大臣
周宣王于前785年无辜杀害大夫杜伯。关于杜伯的死因，《太平广记》记载为：周宣王有宠妃叫女鸠，她看上了英俊的杜伯，想方设法勾引他。杜伯不为所动，女鸠恼羞成怒，在周宣王面前诬告杜伯欺侮她。周宣王听信了女鸠的话，不顾左儒的屡次劝谏，先将杜伯囚禁于焦（今河南省陕县南），又派薛甫和司空锜将其杀害。周宣王后来因遭受冤魂袭扰，接连杀害了司空锜和大臣祝二人。杜伯之子隰叔则逃亡至晋国，成为晋国六卿之一范氏的始祖。

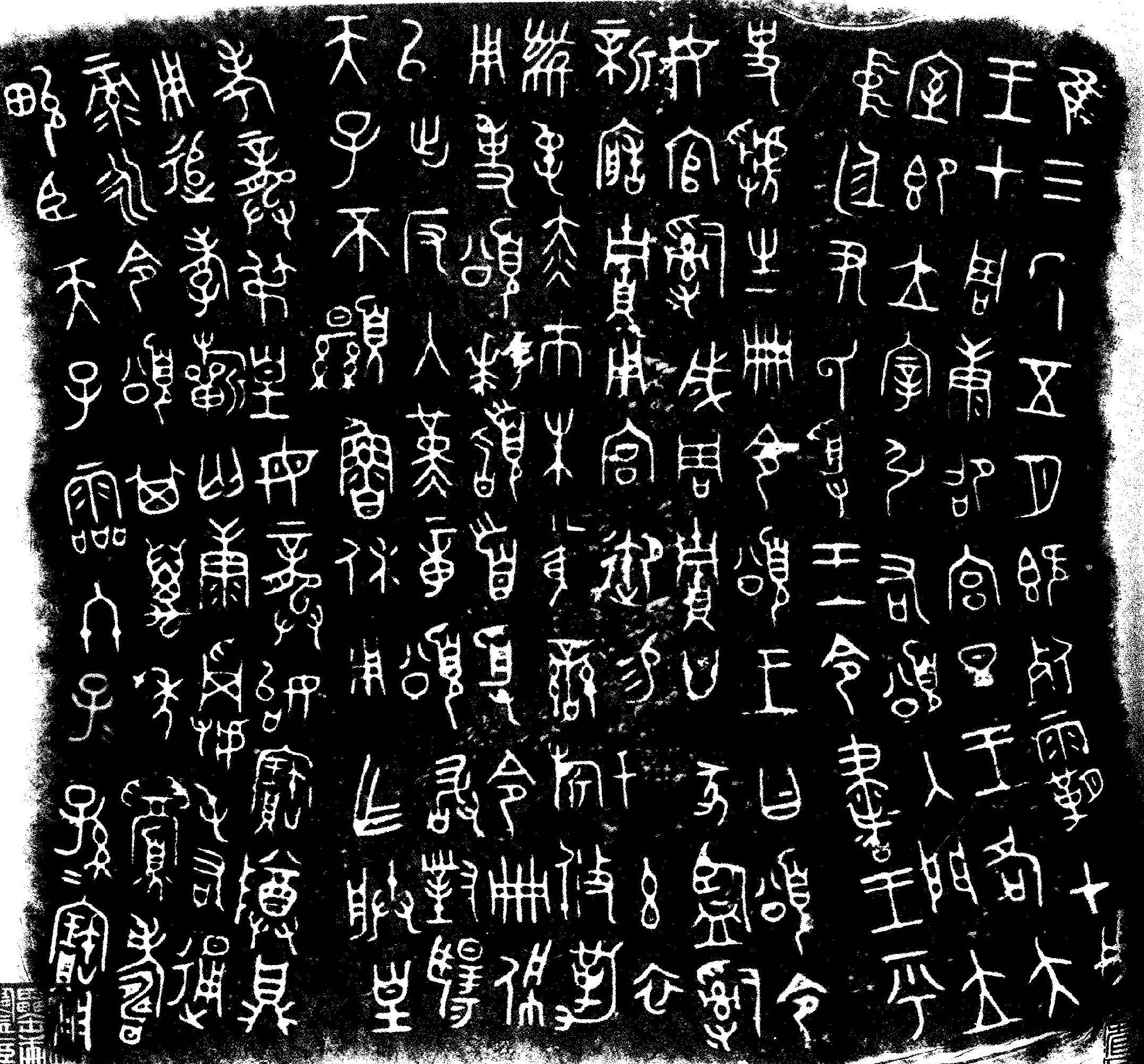
故宫博物院所藏西周颂鼎拓片 西周颂鼎是周宣王时期青铜器，共三件，分别藏于上海博物馆、故宫博物院和台北國立故宮博物院

#### 屡战屡败
周宣王晚年多次對周边部族用兵，但大多以失败而告终：
前797年，周宣王派军队攻打太原之戎，没有成功。
前792年，周宣王派军队征讨条戎、奔戎（今山西省夏县西南），战败。
前789年，周宣王派军队征讨申戎（即西申国，今陕西省米脂县北）获得胜利。同年，周军在千亩之战大败于姜戎，南国之师全军覆没，周宣王在奄父的帮助下才得以突围。

#### 不听劝谏
藉礼原是村社中每逢某种农业劳动开始前，由首领带头举行仪式，耕种集体所有的藉田，具有鼓励集体耕作的作用。西周时期，原本属于集体所有的藉田，即公田被贵族和国家官吏私有，原本用于祭祀、救济、尝新等公共开支的藉田收获也一同被侵占。藉礼就成为在春耕、耨耘、收获时，天子、公卿百官举行仪式，监督和巡查庶人耕种、无偿占有庶人劳动成果的一种活动。周宣王在位时，不到千亩举行藉礼，虢文公劝谏周宣王，宣王不听。有观点认为，井田制在周宣王时期已经遭到严重的破坏，公田被大量私有化，周宣王承认了既定事实，相关的藉礼也被取消。
周宣王丧南国之师后，想在太原普查人口来补充兵员、征调物资。仲山甫认为：「自古以来，人口不用普查就能知道数量，因为司民负责登记生死；司商负责赐族受姓；司徒负责人口来往；司寇负责处决罪犯；司牧知晓职员数量；司工知晓工匠数量；司场负责人口迁入；司廪负责人口迁出，天子通过询问百官就可以知晓人口数量了，还可以通过管理农事来调查，没有必要劳民伤财去刻意普查」。但是周宣王並不採納，最终还是在太原進行人口普查。

### 去世
周宣王于前782年去世，其子周幽王宫湦继位。关于周宣王的死因，许多著作记载为周宣王游猎圃田（今河南省中牟县西）时，杜伯的冤魂乘白马白车，由司空锜护左，大臣祝护右。杜伯戴着红帽子从道边奔驰而来，执红弓搭红箭，一箭射中宣王心脏，周宣王脊梁折断后倒伏在箭囊上而死。

## 逸事
- 周宣王的王后姜后是齐侯的女儿，周宣王经常早睡晚起，疏于朝政，姜后于是摘掉耳环簪子来到永巷请罪，并让傅母转告周宣王说是她让周宣王起了淫逸之心，使得君王疏于朝政。君王好色必然引起铺张浪费，长此以往就会天下大乱，这就是她请罪的原因。周宣王听后大为感动，从此勤于朝政，这就是“姜后脱簪”的典故。[59]
- 周宣王在位期间曾经发生旱灾，宣王害怕旱灾会使黎民受苦、社稷倾覆，于是亲自到郊外及宗庙奠酒埋玉、祭祀天地、祷告神明祈求降雨，果然在六月天降大雨。大夫仍叔因此事作歌赞美周宣王，即《诗经·大雅·云汉》。[60]
- 据记载，前798年，镐京城内有兔子跳跃舞蹈，[61]有马变成人。[62]前795年，有马变为狐狸。[63]
- 周宣王曾命太史作大篆《史籀》十五篇，作为太史教授史学童的课本教材。秦始皇统一天下后，决定统一各国文字为小篆，于是令李斯作《仓颉》七章、赵高作《爰历》六章、太史令胡毋敬作《博学》七章作为全国规范字帖，皆取材于大篆《史籀》。《史籀篇》中的文字又被称为籀文、籀篆，到汉光武帝时已失传六篇。经过考证，《陈仓石鼓文》是目前仅存的、最近似于《史籀篇》的文字。[64][65]
- 《太平御览》引《琐语》记载，周宣王的王后怀胎未满就生下了周幽王，周宣王向大臣们询问是何征兆。大臣们回答说如果生下的男婴身体有残缺、骨骼有缺失，则国家无碍；如果男婴身体完好无损，则国家就会灭亡。周宣王认为这个男婴是不祥之兆，准备将其遗弃。仲山甫劝周宣王说：“天子您年龄大了也没有男嗣，这本身就是上天遗弃了周朝，您如果再把男婴遗弃了，那和国家灭亡有什么区别？”周宣王于是打消了这个念头。果然周宣王死后十一年，西周在周幽王统治下灭亡。[66]
- 周幽王时，太史伯阳父查阅史籍记载，夏朝时有两条神龙自称褒国国君，停留在夏王的庭院中。经太卜占卜，杀死或赶走神龙都得到凶兆，唯独占卜收集神龙留下的涎沫得到了吉兆。夏王于是下令向神龙祷告，收集神龙留下的涎沫，封存于匣中，传至周厉王时都没有人打开过此匣。周厉王末年时，下令打开匣子观看。涎沫流淌于庭院，无法清除。周厉王决定用巫术除去，命女人赤身裸体向它大声呼叫，涎沫化为黑色的蜥蜴，消失在后宫一名七岁童女身上。童女行笄礼时未婚而孕，于是将生下的女童遗弃。到周宣王时有唱歌谣道：“檿弧箕服，实亡周国。”恰巧遇到夫妇二人贩卖弓矢，周宣王下令抓捕后处死二人。二人逃往褒国的途中发现了被遗弃的女童，便收养了女童。后来褒国人褒姁犯罪，便将成年后的女童献给周幽王抵罪，这个女童就是褒姒。周幽王因宠爱褒姒致使西周灭亡。[註 6][67]

## 评价

### 正面评价
周宣王执政时期能够任用贤臣，并且多次发动对外战争，扩大了周朝的疆域及影响力，成为中兴之主。《毛诗序》认为《诗经·大雅》中的《云汉》、《嵩高》、《烝民》、《韩奕》、《江汉》、《常武》这些篇目都是称赞周宣王时期的文治武功，历朝历代对于周宣王所营造的中兴之世也多有赞美之辞：董仲舒评价周宣王：夫周道衰于幽、厉，非道亡也，幽、厉不繇也。至于宣王，思昔先王之德，兴滞补敝，明文、武之功业，周道粲然复兴，此夙夜不懈行善之所致也。桑弘羊评价周宣王：汤、武之伐，非好用兵也；周宣王辟国千里，非贪侵也；所以除寇贼而安百姓也。《周宣王赞》称赞周宣王：宣王承衰，邦家多阻；惩难思理，官人以叙。山甫补阙，方叔御侮；是用中兴，恢复周宇。柳宗元有诗称赞周宣王：然征于诗大小雅，其选徒出狩。则车攻、吉日，命官分士。则嵩高、韩奕、烝人，南征北伐。则六月、采芑，平淮夷。则江汉、常武，铿鍧炳耀。荡人耳目，故宣王之形容与其辅佐。由今望之，若神人然。明代的夏原吉称赞周宣王：周宣王平淮夷、唐太宗擒颉利，当时文人咸形诸赋咏，以纪宏休。清代的邹漪评价周宣王：他若夏少康、商武丁、周宣王、汉世祖、唐肃宗，凡边乱内难，一皆削除之，光复旧物，告成太庙，享有祈年保民之誉，以垂久远。

### 负面评价
周宣王虽然缔造了宣王中兴，但在晚年对外用兵接连遭受失败，而且不进忠言、滥杀大臣，使中兴之世终成昙花一现。东汉的黄琼评价周宣王：周宣王不籍千畝，虢文公以為大譏，卒有姜戎之難，終損中興之名。《明世宗实录》中有史官评价周宣王：雖然周宣王雲漢之側身，常武之平淮，內有山甫，外有申伯，非不赫然稱盛，然樂色而忘德，失禮而晏起，不籍千畝，南國喪師，料太原，殺杜伯，以致虢公諫不聽，山甫諫又不聽，所以中興之美未盡焉。

## 文学形象
在长篇历史小说《东周列国志》中，周宣王于第一回《周宣王闻谣轻杀 杜大夫化厉鸣冤》中登场。周宣王从太原普查人口准备回镐京时，听到路边小孩童谣唱道“月将升，日将没；桑弓箕袋，几亡周国”，预示后世有女子乱政。周宣王下令在全国范围内严禁弓矢，由上大夫杜伯督查此事。恰有山野妇女不明政令，进城兜售弓矢被杀。周宣王认为童谣之言已经被平息，不再追究。前785年，周宣王晚上做梦梦见有美貌女子自西方来，入太庙携七庙神主东去。周宣王大惊，知道谣言未除，于是以督查不力之罪杀杜伯。杜伯之友左儒劝谏周宣王不听，杜伯死后左儒随之自刎而死。周宣王在东郊游猎时，被杜伯、左儒的冤魂所发之箭射中，受惊吓患病而死。

## 家庭
- 父母
  - 周厲王胡
  - 申姜
- 兄弟姊妹
  - 鄭桓公友
- 妻妾
  - 周獻姜氏
- 子女
  - 周幽王宮涅
  - 周攜王臣
  - 楊侯尚父